# Palma Bucarelli
Palma Bucarelli (Roma, 16 marzo 1910 – Roma, 25 luglio 1998) è stata una critica d'arte, storica dell'arte e museologa italiana.
Il suo nome è legato alla Galleria Nazionale d'Arte Moderna di Roma, museo del quale fu direttrice e sovrintendente dal 1942 al 1975. Fu una strenua promotrice dell'astrattismo e dell'informale e con questo indirizzo diresse la Galleria.

## Biografia
Nata nel 1910 a Roma, Palma Bucarelli passa l’infanzia girovagando con la famiglia per l’Italia a causa del lavoro del padre Giuseppe, futuro viceprefetto di Roma e alto funzionario di Stato. Sua madre, Ester Loteta Clori, è una donna bella e inquieta, moderna, intelligente, vivace. Sarà grazie a lei se Palma e l’amata sorella Anna si appassioneranno presto alla musica, al teatro, alla moda e all’arte.

Palma Bucarelli ospite di una puntata del programma televisivo Mixer cultura, nel 1987

Dopo aver frequentato il liceo classico E. Q. Visconti di Roma si laureò in lettere all'Università degli studi di Roma "La Sapienza", dove fu allieva di Adolfo Venturi e di Pietro Toesca. Ebbe come compagno di studi Giulio Carlo Argan e insieme a lui superò nel 1933 il concorso indetto dal Ministero dell'educazione nazionale per ispettore alle Antichità e alle Belle Arti.
Entrò dunque nell'amministrazione dello Stato a 23 anni e fu assegnata alla Galleria Borghese. Dopo un breve trasferimento a Napoli, dove frequentò il salotto di Benedetto Croce, grazie all'interessamento di Paolo Monelli che intercedette in suo favore presso Giuseppe Bottai, ministro dell'educazione nazionale, nel 1937 tornò nella capitale. Legata sentimentalmente a Paolo Monelli, lo sposerà nel 1963.
Nel luglio del 1941 assunse la direzione della Galleria Nazionale d'Arte Moderna. Nel corso della guerra lavorò al salvataggio delle opere d'arte, dividendole tra i nascondigli di Castel Sant'Angelo di Roma e il Palazzo Farnese di Caprarola.
Nel 1959 organizzò una mostra delle opere di Alberto Burri che provocò un'interrogazione parlamentare, essendo ritenuto Burri troppo estraneo all'arte tradizionale.
In più di trent'anni di attività come direttrice, si dedicò all'arricchimento e alla sistemazione, con criteri museografici moderni, della Galleria Nazionale d'Arte Moderna. La Galleria perse così il suo aspetto di contenitore di opere d'arte, diventando un punto di incontro e di informazione utile non solo "agli addetti alla critica d'arte", ma anche agli artisti e al pubblico. Per quest'ultimo fu istituito un innovativo servizio di "attività didattica", cioè un programma di manifestazioni che comprendevano conferenze e proiezioni annuali, mostre temporanee, mostre didattiche con riproduzioni dei più grandi artisti del panorama internazionale e opere, a rotazione, della collezione della Galleria.
Ha donato alla GNAM i suoi dipinti e il suo elegante guardaroba, collocato nel Museo Boncompagni Ludovisi per le arti decorative di Roma.
Palma Bucarelli è morta a Roma nel 1998, all'età di ottantotto anni. Il Comune di Roma ha dato il suo nome a una via in prossimità della Galleria Nazionale d'Arte Moderna, fra Viale delle Belle Arti e Viale Antonio Gramsci.

## Opere
- Jean Fautrier, Milano, Il Saggiatore, 1960;
- Van Gogh, Milano, Officine Grafiche Ricordi, 1961;
- Enrico Prampolini (Catalogo della Mostra presso la Galleria nazionale d’arte moderna, Roma), Roma, Editori De Luca, 1961;
- Scultori italiani contemporanei, Milano, Aldo Martello, 1967;
- La Galleria Nazionale d'Arte Moderna, Roma, Istituto Poligrafico dello Stato, 1973;
- 1944, Cronaca di sei mesi, a cura di L. Cantatore, Roma, De Luca, 1997;
- Cronache indipendenti. Arte a Roma fra 1945 e 1946, a cura di L. Cantatore, Roma, 2010
- L'Arte libera, Roma, Edizioni di Comunità, 2024, ISBN 978-8832005981